# Beechey
Beecheyön (engelska: Beechey Island) är en jämförelsevis liten ö i Kanadas arktiska regioner. Den ligger precis sydöst om Devonön.
Ön fick större historisk betydelse på grund av den brittiske polarforskaren Erasmus Ommanneys upptäckter på Beechey, den 23 augusti 1850.  Han hittade rester av ett läger och några gravar som visade sig tillhöra den sedan 1845 försvunna Franklinexpeditionen. 1979 gav den kanadensiska regeringen Beechey status som historisk värdefull plats.
Själva ön upptäcktes redan 1819 under en expedition ledd av William Edward Parry. Den uppkallades efter expeditionens förste officer Frederick William Beechey.

## Ön i litteraturen
Utforskarna i Jules Vernes äventyrsroman Kapten Hatteras resa till Nordpolen besöker Beechey. I Clive Cusslers roman Striden om Arktis (2008) ska huvudpersonerna besöka ön för att söka efter Franklins fartyg. Ön nämns också i Dan Simmons roman The Terror (2007).